# エクスプローラー・ドリーム
エクスプローラー・ドリーム（Explorer Dream、中：探索夢号）は、ドリームクルーズが運航しているクルーズ客船。
かつての船名はスーパースター・ヴァーゴ（SuperStar Virgo、中：処女星号）。

## 概要
スーパースター・レオ級の2番船として、1999年8月2日、ドイツのマイヤー・ヴェルフトで竣工。船価は3億5千万ドル。8月27日-29日に就航記念のマラッカ海峡クルーズを行い、9月4日よりシンガポール起点の南シナ海クルーズに就航した。以降、南シナ海クルーズとマラッカ海峡クルーズを交互に実施。
2003年4月から7月までの間は東南アジアに拡大したSARS（重症急性呼吸器症候群）の影響を避けるため、拠点をシンガポールからオーストラリアに移しパース起点のクルーズを行った。
2019年2月にスタークルーズでの運航を終了し、5600万米ドルを投じ上級客室エリア「パレス」やレストランの増設を含む改装の上同年4月よりスタークルーズと同じくゲンティン香港傘下のドリームクルーズにて「エクスプローラー・ドリーム」として再就航。
2020年7月23日から8月9日にかけては2020年東京オリンピックに合わせ川崎港にてホテルシップとしての運営を予定していたが、交渉がまとまらず2019年11月に断念となった。
その後2022年のゲンティン香港グループ破綻後は同グループのオーナーが設立した新会社「リゾート・ワールド・クルーズ」にて「リゾート・ワールド・ワン」として運航され、2025年のスタークルーズブランドの再開に伴い「スター・ナビゲーター」に改称予定。

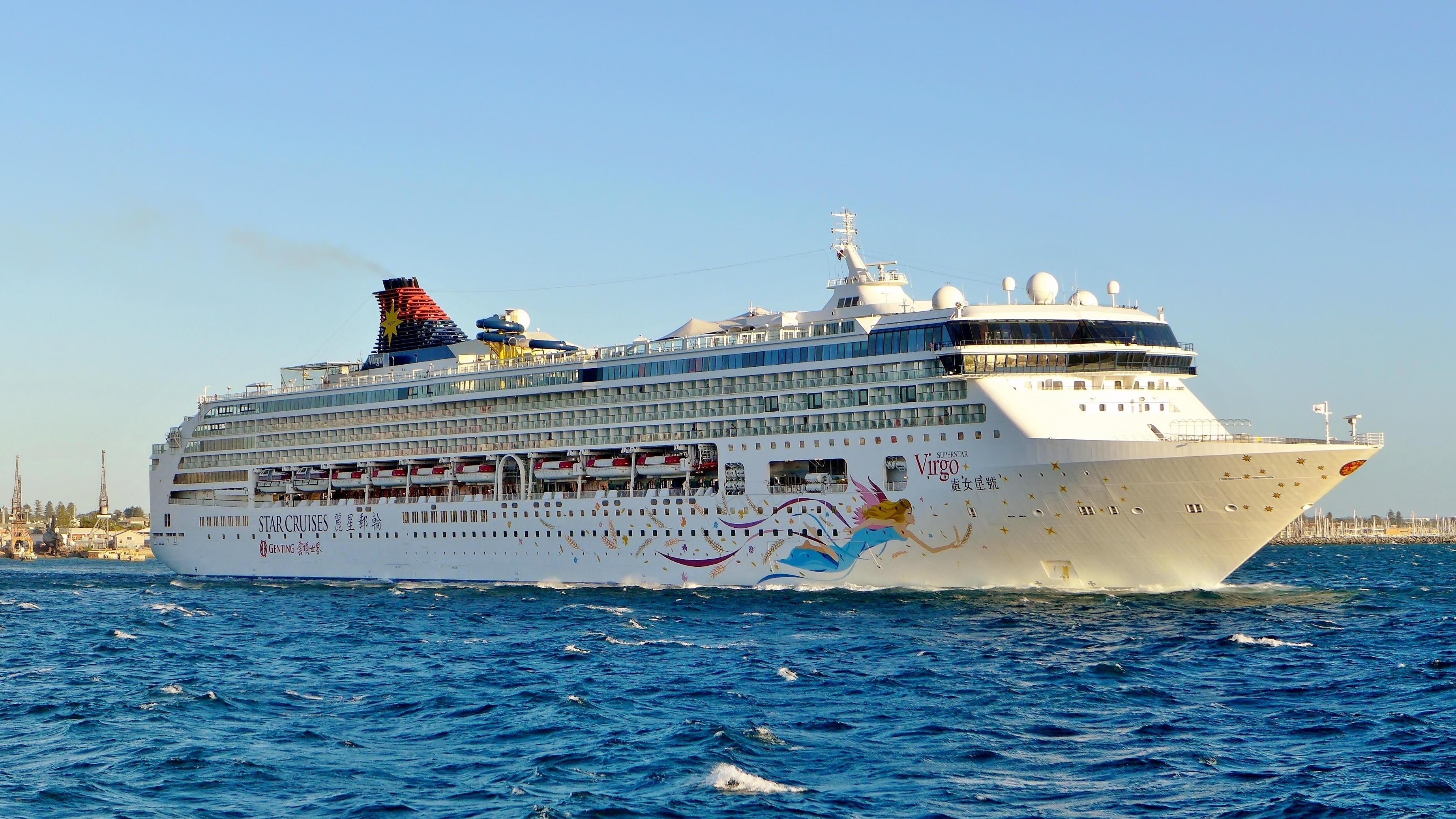
スーパースター・ヴァーゴ

## 同型船
- 1番船　「スーパースター・レオ（SuperStar Leo）」

1998年9月竣工。2004年にNCL（ノルウェージャン・クルーズ・ライン）に移籍し、「ノルウェージャン・スピリット（Norwegian Spirit）」と改名。